# Igor Sijsling
Igor Sijsling (* 18. August 1987 in Amsterdam) ist ein niederländischer Tennisspieler.

## Leben und Karriere
Sijsling konnte bislang zehn Turniererfolge auf der Challenger Tour feiern. Sieben Titel gewann er im Einzel, drei weitere im Doppel. Auf der ATP World Tour gelang ihm bislang ein Turniersieg im Doppel in Atlanta. Sein Grand-Slam-Debüt feierte er 2011 in Wimbledon, wo er in der ersten Runde ausschied. Den größten Erfolg auf der Grand-Slam-Bühne erlebte er bei den Australian Open 2013, als er gemeinsam mit seinem Landsmann Robin Haase das Finale der Doppelkonkurrenz erreichte; dort scheiterten sie an den Weltranglistenersten Bob und Mike Bryan mit 3:6, 4:6.

## Erfolge
| Legende (Anzahl der Siege)  |
| --------------------------- |
| Grand Slam                  |
| ATP World Tour Finals       |
| ATP World Tour Masters 1000 |
| ATP World Tour 500          |
| ATP World Tour 250 (1)      |
| ATP Challenger Tour (11)    |

| ATP-Titel nach Belag |
| Hartplatz (1)        |
| Sand (0)             |
| Rasen (0)            |

### Einzel

#### Turniersiege
| Nr. | Datum              | Turnier             | Belag         | Finalgegner        | Ergebnis       |
| --- | ------------------ | ------------------- | ------------- | ------------------ | -------------- |
| 1.  | 6. August 2006     | Saransk             | Sand          | Farrux Doʻstov     | 7:68, 6:4      |
| 2.  | 7. November 2010   | Eckental            | Teppich (i)   | Ruben Bemelmans    | 3:6, 6:2, 6:3  |
| 3.  | 11. September 2011 | Alphen aan den Rijn | Sand          | Jan-Lennard Struff | 7:62, 6:3      |
| 4.  | 12. Februar 2012   | Quimper             | Hartplatz (i) | Malek Jaziri       | 6:3, 6:4       |
| 5.  | 26. Februar 2012   | Wolfsburg           | Teppich (i)   | Jerzy Janowicz     | 4:6, 6:3, 7:69 |
| 6.  | 5. August 2012     | Vancouver           | Hartplatz     | Serhij Bubka       | 6:1, 7:5       |
| 7.  | 21. November 2015  | Brescia             | Hartplatz (i) | Mirza Bašić        | 6:4, 6:4       |

### Doppel

#### Turniersiege

##### ATP World Tour
| Nr. | Datum         | Turnier | Belag     | Partner                | Finalgegner                   | Ergebnis  |
| --- | ------------- | ------- | --------- | ---------------------- | ----------------------------- | --------- |
| 1.  | 28. Juli 2013 | Atlanta | Hartplatz | Édouard Roger-Vasselin | Colin Fleming Jonathan Marray | 7:66, 6:3 |

##### ATP Challenger Tour
| Nr. | Datum             | Turnier    | Belag         | Partner           | Finalgegner                        | Ergebnis          |
| --- | ----------------- | ---------- | ------------- | ----------------- | ---------------------------------- | ----------------- |
| 1.  | 5. November 2006  | Louisville | Hartplatz (i) | Robin Haase       | Amer Delić Robert Kendrick         | kampflos          |
| 2.  | 14. November 2010 | Aachen     | Teppich (i)   | Ruben Bemelmans   | Jamie Delgado Jonathan Marray      | 6:4, 3:6, [11:9]  |
| 3.  | 6. Oktober 2013   | Mons       | Hartplatz (i) | Jesse Huta Galung | Eric Butorac Raven Klaasen         | 4:6, 7:62, [10:7] |
| 4.  | 24. Juli 2021     | Pozoblanco | Hartplatz     | Tim van Rijthoven | Diego Hidalgo Sergio Martos Gornés | 5:7, 7:64, [10:5] |

#### Finalteilnahmen
| Nr. | Datum           | Turnier         | Belag     | Partner                | Finalgegner                    | Ergebnis   |
| --- | --------------- | --------------- | --------- | ---------------------- | ------------------------------ | ---------- |
| 1.  | 20. Juli 2008   | Amersfoort      | Sand      | Jesse Huta Galung      | František Čermák Rogier Wassen | 5:7, 5:7   |
| 2.  | 26. Januar 2013 | Australian Open | Hartplatz | Robin Haase            | Mike Bryan Bob Bryan           | 3:6, 4:6   |
| 3.  | 21. Juli 2013   | Bogotá          | Hartplatz | Édouard Roger-Vasselin | Purav Raja Divij Sharan        | 6:74, 6:73 |